# Sörmlands kollektivtrafikmyndighet
Sörmlands kollektivtrafikmyndighet var ett kommunalförbund bestående av de nio kommunerna i Södermanlands län samt landstinget Sörmland. Myndigheten var regional kollektivtrafikmyndighet och ansvarade för kollektivtrafiken inom Södermanlands län och använder varumärket Sörmlandstrafiken. Den 1 januari 2019 övertog Region Sörmland rollen som regional kollektivtrafikmyndighet för Södermanlands län. 
Deltagande kommuner var:
- Eskilstuna kommun
- Flens kommun
- Gnesta kommun
- Katrineholms kommun
- Nyköpings kommun
- Oxelösunds kommun
- Strängnäs kommun
- Trosa kommun
- Vingåkers kommun